# Medi Murashige i Skoog

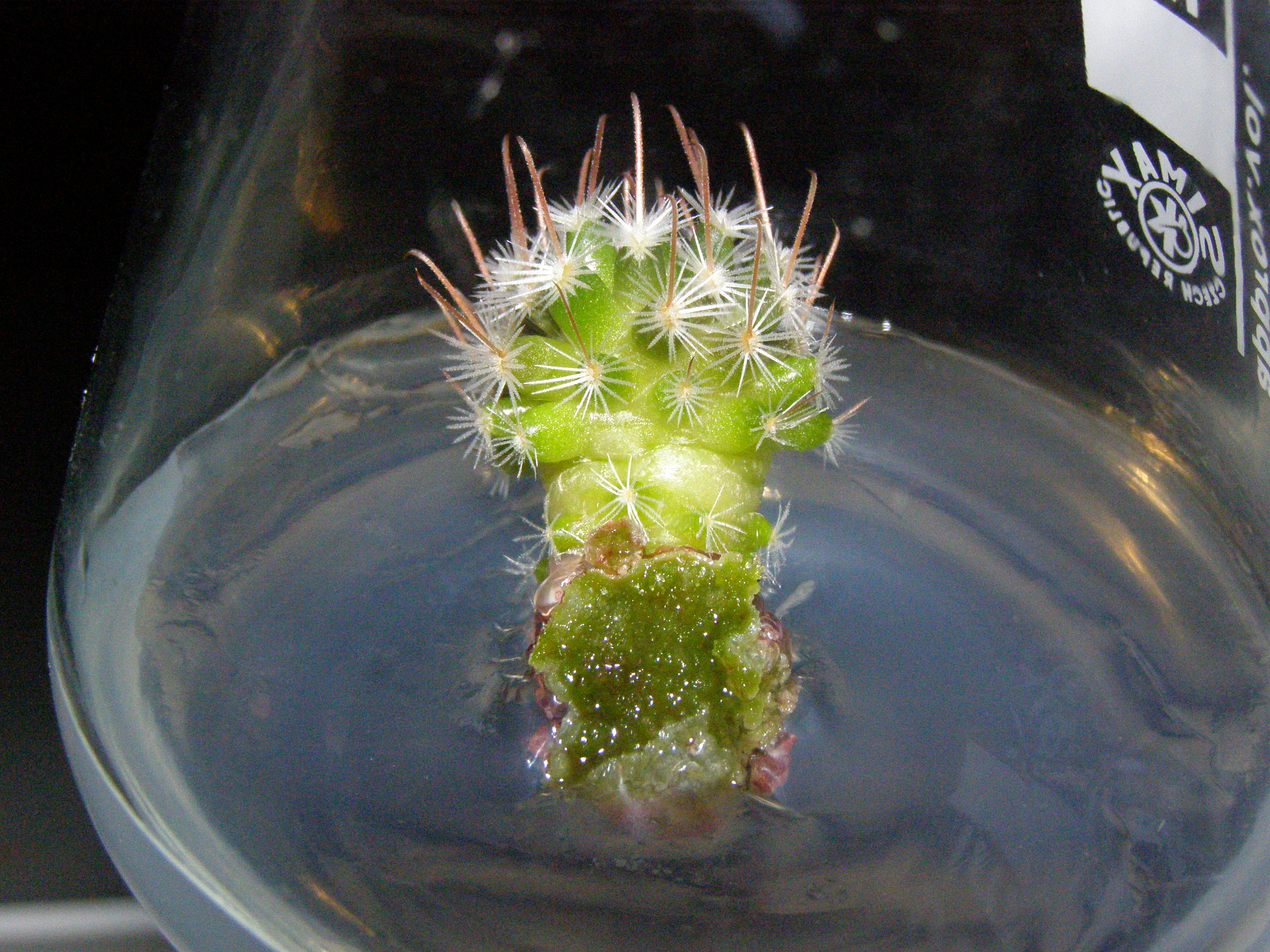
Mammillaria sp. en un medi MS en agar

El medi Murashige i Skoog (medi MS o MS0 (MS-zero)) és un medi de creixement utilitzat en els laboratoris de cultiu cel·lular de plantes. Va ser inventat pels investigadors Toshio Murashige i Folke K. Skoog al 1962 durant la recerca de Murashige de trobar un nou regulador de creixement en plantes. Un número darrere de les lletres MS sol indicar la concentració de glucosa al medi. Per exemple, MS0 no conté glucosa, i MS20 conté 20 g/l de glucosa. Juntament amb les seues modificacions, és generalment el medi més utilitzat dins els experiments de cultiu tissular de plantes als laboratoris.

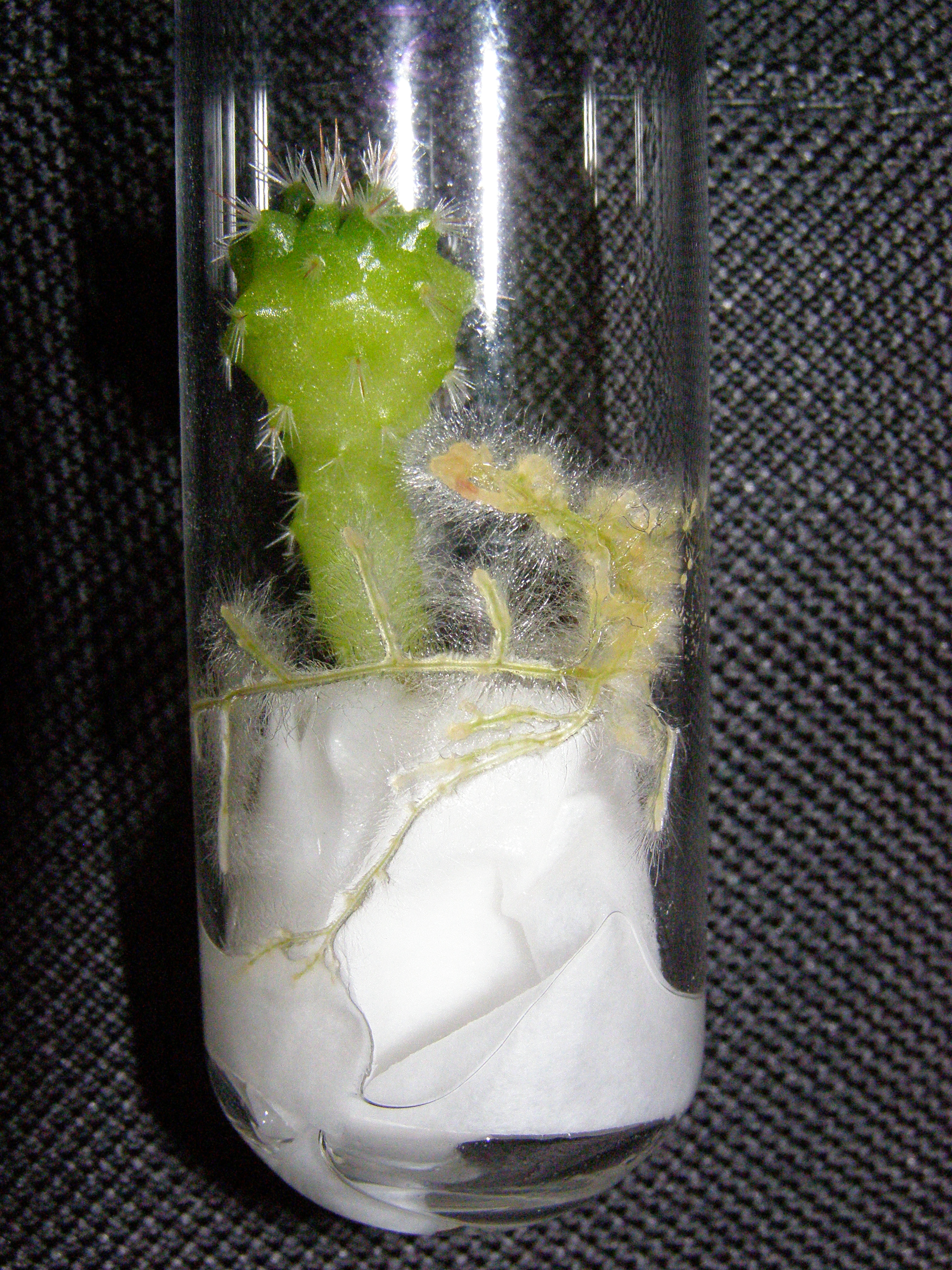
Mammillaria en un medi MS líquid.

## Sals importants (macronutrients) per litre
- Nitrat d'amoni (NH₄NO₃) 1650 mg/l
- Clorur de calci (CaCl₂ · 2H2O) 440 mg/l
- Sulfat de magnesi (MgSO₄ · 7H₂O) 370 mg/l
- Dihidrogenfosfat de potassi (KH₂PO₄) 170 mg/l
- Nitrat de potassi (KNO₃) 1900 mg/l

## Sals menors (micronutrients) per litre
- Àcid bòric (H3BO3) 6. 2 mg/l
- Clorur de cobalt (II) (CoCl2 · 6H2O) 0.025 mg/l
- Sulfat de ferro (II) (FeSO4 · 7H2O) 27.8 mg/l
- Sulfat de magnesi (MnSO4 · 4H2O) 22.3 mg/l
- Iodur de potassi (KI) 0.83 mg/l
- Molibdat de sodi (Na2MoO4 · 2H2O) 0.25 mg/l
- Sulfat de zinc (ZnSO4·7H2O) 8.6 mg/l
- Àcid etilendiamintetraacètic sòdic fèrric (NaFe-EDTA) constituït per 5 ml/l d'una solució stock que conté 5.57 g FeSO4.7H2O i 7.45 g Na2-EDTA per litre d'aigua.
- Sulfat de coure (CuSO4 · 5H2O) 0.025 mg/l

## Vitamines i compostos orgànics per litre
- Myo-Inositol 100 mg/l
- Niacina 0.5 mg/l
- Piridoxina · HCl 0.5 mg/l
- Tiamina · HCl 1.0 mg/l
- Glicina 2 mg/l
- Triptona 1 g/l (opcional)
- Àcid indolacètic 1-30 mg/l (opcional)
- Kinetina 0.04-10 mg/l (opcional)